# Lycosa cingara
Lycosa cingara är en spindelart som först beskrevs av Carl Ludwig Koch 1847.  Lycosa cingara ingår i släktet Lycosa och familjen vargspindlar.
Artens utbredningsområde är Egypten. Inga underarter finns listade i Catalogue of Life.